# Seeztal
Seeztal är en dal i Schweiz.   Den ligger i kantonen Sankt Gallen, i den östra delen av landet, 150 km öster om huvudstaden Bern.
Omgivningarna runt Seeztal är en mosaik av jordbruksmark och naturlig växtlighet. Runt Seeztal är det tätbefolkat, med 266 invånare per kvadratkilometer.